# القصبة (حجة)

تعديل مصدري - تعديل

القصبة هي إحدى قرى عزلة جبل عيان بمديرية حجة التابعة لمحافظة حجة، بلغ تعداد سكانها 449 نسمة حسب تعداد اليمن لعام 2004.